# 카렌 하산
카렌 하산(Karen Hassan, 1981년 7월 ~ )는 북아일랜드의 배우이다.